# Escisión beta

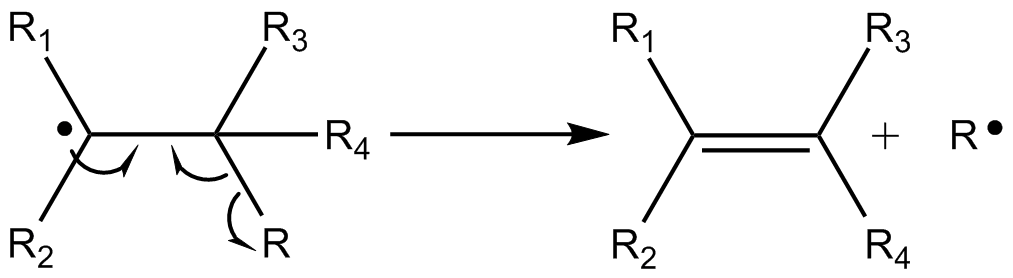
Reacción de escisión beta

La escisión beta es un paso importante en la química del cracking térmico de hidrocarburos y la formación de radicales libres. Los radicales libres se forman al romperse un enlace carbono-carbono. Los radicales libres son extremadamente reactivos y de vida muy corta. Cuando un radical libre sufre una escisión beta, el radical libre se rompe a dos átomos de carbonos de distancia del átomo de carbono cargado, produciendo una olefina (etileno) y un radical libre primario, que tiene dos átomos de carbono menos.
- Datos: Q4897307